# Francisco Cerro
Francisco Cerro (ur. 9 lutego 1988 w Santiago del Estero) – argentyński piłkarz występujący na pozycji pomocnika w Rayo Vallecano.